# Edna (Kansas)
Edna város az USA Kansas államában, Labette megyében. Lakosainak száma 388 fő (2020. április 1.).

## Népesség
A település népességének változása:

| 2010 | 442 |
| 2020 | 388 |